# Chimbel
Chimbel là một thị trấn thống kê (census town) của quận North Goa thuộc bang Goa, Ấn Độ.

## Nhân khẩu
Theo điều tra dân số năm 2001 của Ấn Độ, Chimbel có dân số 11.983 người. Phái nam chiếm 51% tổng số dân và phái nữ chiếm 49%. Chimbel có tỷ lệ 61% biết đọc biết viết, cao hơn tỷ lệ trung bình toàn quốc là 59,5%: tỷ lệ cho phái nam là 67%, và tỷ lệ cho phái nữ là 54%. Tại Chimbel, 14% dân số nhỏ hơn 6 tuổi.